# Vidas Alunderis
Vidas Alunderis (* 27. März 1979 in Klaipėda) ist ein ehemaliger litauischer Fußballspieler.

## Vereinskarriere
Vidas Alunderis spielte zunächst für Vilnius FK Žalgiris, bevor er bei verschiedenen europäischen Vereinen, u. a. auch eine Saison bei LASK Linz in Österreich, seine Karriere fortsetzte. Sein größter Erfolg war der Gewinn der Polnischen Meisterschaft im Jahre 2007.

## Nationalmannschaft
Sein Debüt in der litauischen Fußballnationalmannschaft feierte Alunderis am 18. August 1999 in Oslo, bei einem Freundschaftsspiel gegen Norwegen. Seitdem bestritt er bisher insgesamt 18 Spiele für die litauische Fußballnationalmannschaft.

## Erfolge
- Polnischer Meister der Saison 2006/07 mit Zagłębie Lubin